# 2008-as Formula–1 német nagydíj
A német nagydíj volt a 2008-as Formula–1 világbajnokság tizedik futama, 2008. július 18-a és 20-a között rendezték meg anémetországi Hockenheimringen.

## Szabadedzések

### Első szabadedzés
A német nagydíj első szabadedzését július 18-án, pénteken tartották, közép-európai idő szerint 10:00 és 11:30 óra között.
| Helyezés | Név                  | Csapat/Motor        | Elért idő | Különbség | Futott kör |
| -------- | -------------------- | ------------------- | --------- | --------- | ---------- |
| 1        | Lewis Hamilton       | McLaren-Mercedes    | 1:15.537  |           | 22         |
| 2        | Heikki Kovalainen    | McLaren-Mercedes    | 1:15.666  | +0.129    | 19         |
| 3        | Felipe Massa         | Ferrari             | 1:15.796  | +0.259    | 22         |
| 4        | Fernando Alonso      | Renault             | 1:16.163  | +0.626    | 22         |
| 5        | Kimi Räikkönen       | Ferrari             | 1:16.327  | +0.790    | 23         |
| 6        | Nico Rosberg         | Williams-Toyota     | 1:16.606  | +1.069    | 27         |
| 7        | Sebastian Vettel     | Toro Rosso-Ferrari  | 1:16.618  | +1.081    | 25         |
| 8        | Nick Heidfeld        | BMW Sauber          | 1:16.719  | +1.182    | 20         |
| 9        | Nakadzsima Kazuki    | Williams-Toyota     | 1:16.821  | +1.284    | 26         |
| 10       | Nelson Piquet Jr.    | Renault             | 1:17.063  | +1.526    | 26         |
| 11       | David Coulthard      | Red Bull-Renault    | 1:17.108  | +1.571    | 18         |
| 12       | Jenson Button        | Honda               | 1:17.131  | +1.594    | 28         |
| 13       | Timo Glock           | Toyota              | 1:17.185  | +1.648    | 28         |
| 14       | Mark Webber          | Red Bull-Renault    | 1:17.268  | +1.731    | 11         |
| 15       | Giancarlo Fisichella | Force India-Ferrari | 1:17.471  | +1.934    | 30         |
| 16       | Rubens Barrichello   | Honda               | 1:17.500  | +1.963    | 24         |
| 17       | Jarno Trulli         | Toyota              | 1:17.556  | +2.019    | 29         |
| 18       | Adrian Sutil         | Force India-Ferrari | 1:17.784  | +2.247    | 29         |
| 19       | Robert Kubica        | BMW Sauber          | 1:18.779  | +3.242    | 8          |
| 20       | Sébastien Bourdais   | Toro Rosso-Ferrari  | 1:21.506  | +5.969    | 16         |

### Második szabadedzés
A német nagydíj pénteki második szabadedzését július 18-án, pénteken délután tartották, közép-európai idő szerint 14:00 és 15:30 óra között.
| Helyezés | Név                  | Csapat/Motor        | Elért idő | Különbség | Futott kör |
| -------- | -------------------- | ------------------- | --------- | --------- | ---------- |
| 1        | Lewis Hamilton       | McLaren-Mercedes    | 1:15.025  |           | 37         |
| 2        | Felipe Massa         | Ferrari             | 1:15.722  | +0.697    | 31         |
| 3        | Kimi Räikkönen       | Ferrari             | 1:15.760  | +0.735    | 34         |
| 4        | Heikki Kovalainen    | McLaren-Mercedes    | 1:15.990  | +0.965    | 37         |
| 5        | Mark Webber          | Red Bull-Renault    | 1:16.017  | +0.992    | 25         |
| 6        | Fernando Alonso      | Renault             | 1:16.230  | +1.205    | 38         |
| 7        | Nico Rosberg         | Williams-Toyota     | 1:16.355  | +1.330    | 41         |
| 8        | Robert Kubica        | BMW Sauber          | 1:16.363  | +1.338    | 36         |
| 9        | Nick Heidfeld        | BMW Sauber          | 1:16.377  | +1.352    | 40         |
| 10       | David Coulthard      | Red Bull-Renault    | 1:16.378  | +1.526    | 35         |
| 11       | Sebastian Vettel     | Toro Rosso-Ferrari  | 1:16.422  | +1.397    | 41         |
| 12       | Jarno Trulli         | Toyota              | 1:16.530  | +1.505    | 45         |
| 13       | Jenson Button        | Honda               | 1:16.542  | +1.517    | 38         |
| 14       | Rubens Barrichello   | Honda               | 1:16.677  | +1.652    | 28         |
| 15       | Nelson Piquet Jr.    | Renault             | 1:16.734  | +1.709    | 42         |
| 16       | Timo Glock           | Toyota              | 1:16.781  | +1.756    | 44         |
| 17       | Nakadzsima Kazuki    | Williams-Toyota     | 1:16.829  | +1.804    | 21         |
| 18       | Sébastien Bourdais   | Toro Rosso-Ferrari  | 1:16.860  | +1.835    | 14         |
| 19       | Adrian Sutil         | Force India-Ferrari | 1:17.008  | +1.983    | 39         |
| 20       | Giancarlo Fisichella | Force India-Ferrari | 1:17.047  | +2.022    | 37         |

### Harmadik szabadedzés
A német nagydíj harmadik, szombati szabadedzését július 19-én, szombat délelőtt, közép-európai idő szerint 11:00 és 12:00 óra között tartották.
| Helyezés | Név                  | Csapat/Motor       | Elért idő | Különbség | Futott kör |
| -------- | -------------------- | ------------------ | --------- | --------- | ---------- |
| 1        | Heikki Kovalainen    | McLaren-Mercedes   | 1:15.621  |           | 17         |
| 2        | Felipe Massa         | Ferrari            | 1:15.693  | +0.071    | 20         |
| 3        | Lewis Hamilton       | McLaren-Mercedes   | 1:15.839  | +0.218    | 20         |
| 4        | Fernando Alonso      | Renault            | 1:15.943  | +0.322    | 17         |
| 5        | Sebastian Vettel     | Toro Rosso-Ferrari | 1:16.037  | +0.416    | 23         |
| 6        | Jarno Trulli         | Toyota             | 1:16.133  | +0.512    | 24         |
| 7        | Nelson Piquet Jr.    | Renault            | 1:16.161  | +0.540    | 20         |
| 8        | Mark Webber          | Red Bull-Renault   | 1:16.196  | +0.575    | 18         |
| 9        | Kimi Räikkönen       | Ferrari            | 1:16.380  | +0.759    | 18         |
| 10       | Nico Rosberg         | Williams-Toyota    | 1:16.405  | +0.784    | 19         |
| 11       | Jenson Button        | Honda              | 1:16.447  | +0.826    | 21         |
| 12       | David Coulthard      | Red Bull-Renault   | 1:16.515  | +0.894    | 18         |
| 13       | Nakadzsima Kazuki    | Williams-Toyota    | 1:16.530  | +0.909    | 17         |
| 14       | Timo Glock           | Toyota             | 1:16.636  | +1.015    | 26         |
| 15       | Sébastien Bourdais   | Toro Rosso-Ferrari | 1:16.808  | +1.187    | 22         |
| 16       | Nick Heidfeld        | BMW Sauber         | 1:16.906  | +1.285    | 23         |
| 17       | Adrian Sutil         | Force India        | 1:16.938  | +1.317    | 20         |
| 18       | Rubens Barrichello   | Honda              | 1:17.189  | +1.568    | 20         |
| 19       | Giancarlo Fisichella | Force India        | 1:17.312  | +1.691    | 21         |
| 20       | Robert Kubica        | BMW Sauber         | 1:17.469  | +1.848    | 15         |

## Időmérő edzés
A német nagydíj időmérő edzését július 19-én, szombaton, közép-európai idő szerint 14:00 és 15:00 óra között tartották. Az időmérő edzést Lewis Hamilton nyerte.

### Első rész
Az időmérő kezdetekor kérdéses volt, hogy lesz-e eső, de az egész edzésen nem esett.
Hamilton a hosszú elnyújtott egyenes utáni visszafordítót elrontotta, de így is átvette a vezetést. Massa elsőként futott 1 perc 15 másodperc alatti időt és átvette a vezetést. Hamiltont később Räikkönen is megverte. Az első szakaszban kiesett a két Force India, Adrian Sutil és Giancarlo Fisichella. Mellettük Rubens Barrichello a Hondával, Nelsinho Piquet a Renault-val és Nakadzsima Kazuki a Williamsszel esett ki.

### Második rész
A második rész elején Massa és Hamilton is hamar nagyon jó időket autózott, hamar megdőlt a brazil előző szakaszban futott 1:14.921-es ideje. Az időmérő legjobb idejét Hamilton autózta 1:15.666-tal.
Hazai közönsége előtt kiesett a BMW-s Nick Heidfeld, aki csak a 12. lett. Mellette még két német nem jutott tovább: Timo Glock a Toyotával a tizenegyedik, Nico Rosberg tizenharmadik lett.
Ekkor esett még ki Sébastien Bourdais és Jenson Button is. Meglepetésként továbbjutott viszont Sebastian Vettel a Toro Rossóval.

### Harmadik rész
Az utolsó 10 percben Felipe Massa nagy időt autózott, de az utolsó pillanatokban megelőzte Lewis Hamilton, aki már a szabadedzéseket is egyértelműen dominálta. Räikkönen nem tudott jó kört futni és csak a hatodik lett. Heikki Kovalainen az edzésen többször is kiment a célegyenesre ráfordító kanyarban a fűre, utolsó gyors körében is, de így is a harmadik lett.
Kovalainen mellől Jarno Trulli indulhat majd a versenyen, a negyedik helyről. Alonso kisebb meglepetésre ötödik lett, megelőzve a címvédő Räikkönent.
Robert Kubica a hetedik, a Red Bull Racinges Mark Webber a nyolcadik, Vettel kilencedik és Coulthard tizedik lett.

### Az edzés végeredménye
| Helyezés | Versenyző            | Csapat/Motor        | 1. rész  | 2. rész  | 3. rész  |
| -------- | -------------------- | ------------------- | -------- | -------- | -------- |
| 1        | Lewis Hamilton       | McLaren-Mercedes    | 1:15.218 | 1:14.603 | 1:15.666 |
| 2        | Felipe Massa         | Ferrari             | 1:14.921 | 1:14.747 | 1:15.859 |
| 3        | Heikki Kovalainen    | McLaren-Mercedes    | 1:15.476 | 1:14.855 | 1:16.143 |
| 4        | Jarno Trulli         | Toyota              | 1:15.560 | 1:15.122 | 1:16.191 |
| 5        | Fernando Alonso      | Renault             | 1:15.917 | 1:14.943 | 1:16.385 |
| 6        | Kimi Räikkönen       | Ferrari             | 1:15.201 | 1:14.949 | 1:16.389 |
| 7        | Robert Kubica        | BMW Sauber          | 1:15.985 | 1:15.109 | 1:16.521 |
| 8        | Mark Webber          | Red Bull-Renault    | 1:15.900 | 1:15.481 | 1:17.014 |
| 9        | Sebastian Vettel     | Toro Rosso-Ferrari  | 1:15.532 | 1:15.420 | 1:17.244 |
| 10       | David Coulthard      | Red Bull-Renault    | 1:15.975 | 1:15.338 | 1:17.503 |
| 11       | Timo Glock           | Toyota              | 1:15.560 | 1:15.508 |          |
| 12       | Nick Heidfeld        | BMW Sauber          | 1:15.596 | 1:15.581 |          |
| 13       | Nico Rosberg         | Williams-Toyota     | 1:15.863 | 1:15.633 |          |
| 14       | Jenson Button        | Honda               | 1:15.993 | 1:15.701 |          |
| 15       | Sébastien Bourdais   | Toro Rosso-Ferrari  | 1:15.927 | 1:15.858 |          |
| 16       | Nakadzsima Kazuki    | Williams-Toyota     | 1:16.083 |          |          |
| 17       | Nelson Piquet Jr.    | Renault             | 1:16.189 |          |          |
| 18       | Rubens Barrichello   | Honda               | 1:16.246 |          |          |
| 19       | Adrian Sutil         | Force India-Ferrari | 1:16.657 |          |          |
| 20       | Giancarlo Fisichella | Force India-Ferrari | 1:16.963 |          |          |

## Futam
A német nagydíj futama július 20-án, vasárnap, közép-európai idő szerint 14:00 órakor kezdődött. A futamot Lewis Hamilton nyerte.
A rajt viszonylag eseménytelenül alakult, senki sem esett ki. Hamilton remekül kapta el és magabiztosan fordult el elsőként az első kanyarban. Felipe Massa mögé szorosan megérkezett Heikki Kovalainen, aki azonban nem tudta megelőzni a brazilt.
A start nyertese a lengyel Robert Kubica volt, aki a hetedikről a negyedikre jött föl Trullit, Alonsót és Kimi Räikkönent megelőzve.
Alonso az első körökben támadni kezdte az előtte haladó Trullit, de előzési manővere nem sikerült és időt vesztett, így megelőzte Räikkönen.
Az élen Hamilton folyamatosan 2-5 tizeddel jobb köröket futott, mint a mögötte haladók, hamar nagy előnyre tett szert. Elsőként ő érkezett a boxba a 18. körben Kubicával együtt.
Nem sokkal ezután állt ki a második Massa is. Az ekkor hatodik helyen autózó Räikkönen a 23. körben állt ki a boxba.
A 36. körben. A célegyenesre ráfordító kanyarban Timo Glock Toyotájának jobb hátsó kereke kitört és a német versenyző háttal, óriási tempóval, a bokszutcát a pályától elválasztó betonfalnak ütközött. A becsapódás után autója tolatva gurult keresztbe a célegyenesen. Glock nehezen tudott kiszállni a roncsból, a verseny után kórházba szállították, de nem lett komolyabb sérülése. A baleset után bejött a biztonsági autó, ami a vezető Hamiltonnak jött a legrosszabbul, Piquet-nek pedig a legjobban. A mezőny nagy része kiállt ekkor a boxba, köztük a két Ferrari is. Räikkönen pozíciókat vesztett, mivel meg kellett várnia, mire a szerelők elvégezték csapattársa kiállását. Alonso és Vettel szinte egyszerre ért ki a boxutcából, végül Vettel a kijáratnál megelőzte a világbajnokot. Hamilton eközben nem állt ki.
27 körrel a vége előtt a biztonsági autó elengedte a mezőnyt, Hamilton pedig könnyedén leszakadt a mezőnyről.
10 körrel ezután állt ki a boxba a brit, és Massa, valamint az akkor a versenyt vezető Piquet mögé jött vissza. Hamar megelőzte Massát, majd Nelsinho Piquet-t is. A brazil a lehető legjobbkor állt ki a boxba, egy körrel a biztonsági autós szakasz előtt és többet már nem is kellett kiállnia a versenyen. A harmadik Massa már nem tudott felzárkózni a brazilra a verseny végéig.
A leintésig nem változott az élmezőny, Hamilton magabiztosan nyert, Nelsinho Piquet élete első dobogós helyét szerezte, akit Massa követett.
A biztonsági autós szakasszal sokat nyerő Nick Heidfeld negyedik, Heikki Kovalainen ötödik lett, akit Räikkönen követett Robert Kubicával. Az utolsó egy pont Sebastian Vettelé lett a Toro Rossóval.
Jarno Trulli és Fernando Alonso is jó helyről rajtolt, de előbbi a kilencedik, utóbbi csak a tizenegyedik lett.
| Helyezés | #  | Versenyző             | Csapat/Motor        | Kör | Idő/Kiesés oka | Rajthely | Pont |
| -------- | -- | --------------------- | ------------------- | --- | -------------- | -------- | ---- |
| 1        | 22 | Lewis Hamilton        | McLaren-Mercedes    | 67  | 1:31:20.874    | 1        | 10   |
| 2        | 6  | Nelson Piquet Jr.     | Renault             | 67  | +5.586         | 17       | 8    |
| 3        | 2  | Felipe Massa          | Ferrari             | 67  | +9.339         | 2        | 6    |
| 4        | 3  | Nick Heidfeld         | BMW Sauber          | 67  | +9.825         | 12       | 5    |
| 5        | 23 | Heikki Kovalainen     | McLaren-Mercedes    | 67  | +12.411        | 3        | 4    |
| 6        | 1  | Kimi Räikkönen        | Ferrari             | 67  | +14.403        | 6        | 3    |
| 7        | 4  | Robert Kubica         | BMW Sauber          | 67  | +22.682        | 7        | 2    |
| 8        | 15 | Sebastian Vettel      | Toro Rosso-Ferrari  | 67  | +33.299        | 9        | 1    |
| 9        | 11 | Jarno Trulli          | Toyota              | 67  | +37.158        | 4        |      |
| 10       | 7  | Nico Rosberg          | Williams-Toyota     | 67  | +37.625        | 13       |      |
| 11       | 5  | Fernando Alonso       | Renault             | 67  | +38.600        | 5        |      |
| 12       | 14 | Sébastien Bourdais    | Toro Rosso-Ferrari  | 67  | +39.111        | 15       |      |
| 13       | 9  | David Coulthard       | Red Bull-Renault    | 67  | +54.971        | 10       |      |
| 14       | 21 | Nakadzsima Kazuki     | Williams-Toyota     | 67  | +1:00.003      | 16       |      |
| 15       | 8  | Adrian Sutil          | Force India-Ferrari | 67  | +1:09.488      | 19       |      |
| 16       | 20 | Giancarlo Fisichella† | Force India-Ferrari | 67  | +1:24.093      | 20       |      |
| 17       | 16 | Jenson Button         | Honda               | 66  | +1 kör         | 14       |      |
| Kiesett  | 17 | Rubens Barrichello    | Honda               | 50  | Ütközés        | 18       |      |
| Kiesett  | 10 | Mark Webber           | Red Bull-Renault    | 40  | Olajszivárgás  | 8        |      |
| Kiesett  | 12 | Timo Glock            | Toyota              | 35  | Felfüggesztés  | 11       |      |

† Fisichella 25 másodperces időbüntetést kapott a biztonsági autó mögötti előzése miatt.

## A világbajnokság élmezőnyének állása a verseny után
| H  | Versenyzők         | Pont | H  | Konstruktőrök       | Pont |
| -- | ------------------ | ---- | -- | ------------------- | ---- |
| 1  | Lewis Hamilton     | 58   | 1  | Ferrari             | 105  |
| 2  | Felipe Massa       | 54   | 2  | BMW Sauber          | 89   |
| 3  | Kimi Räikkönen     | 51   | 3  | McLaren-Mercedes    | 86   |
| 4  | Robert Kubica      | 48   | 4  | Toyota              | 25   |
| 5  | Nick Heidfeld      | 41   | 5  | Red Bull-Renault    | 24   |
| 6  | Heikki Kovalainen  | 28   | 6  | Renault             | 23   |
| 7  | Jarno Trulli       | 20   | 7  | Williams-Toyota     | 16   |
| 8  | Mark Webber        | 18   | 8  | Honda               | 14   |
| 9  | Fernando Alonso    | 13   | 9  | Toro Rosso-Ferrari  | 8    |
| 10 | Rubens Barrichello | 11   | 10 | Force India-Ferrari | 0    |
| 11 | Nelson Piquet Jr.  | 10   | 11 | Super Aguri-Honda*  | 0    |

* A Super Aguri csapat a török nagydíjat megelőzően visszalépett.

(A teljes táblázat)

## Statisztikák
Vezető helyen:
- Lewis Hamilton: 53 (1-18 / 22-37 / 39-50 / 61-67)
- Nelsinho Piquet: 7 (54-60)
- Felipe Massa: 3 (19-20 / 38)
- Nick Heidfeld: 3 (51-53)
- Heikki Kovalainen: 1 (21)

Lewis Hamilton 8. győzelme, 9. pole-pozíciója, Nick Heidfeld 2. leggyorsabb köre.
- McLaren 160. győzelme.